# Campanula isophylla
Campanula isophylla là loài thực vật có hoa trong họ Hoa chuông. Loài này được Moretti mô tả khoa học đầu tiên năm 1824.